# Los siete pecados capitales (ópera)
Los siete pecados capitales (título original en alemán, Die sieben Todsünden) es un ballet chanté "ballet cantado" satírico en siete escenas (nueve movimientos) compuesto por Kurt Weill con un libreto en alemán de Bertolt Brecht en 1933 por encargo de Borís Kojnó y Edward James. Fue traducido al inglés por W. H. Auden y Chester Kallman. Sería la última gran colaboración entre Weill y Brecht.
Los siete pecados capitales fue representado por vez primera en el Teatro de los Campos Elíseos en París el 7 de junio de 1933. Fue producido, dirigido y coreografiado por George Balanchine con mise en scène de Caspar Neher. Esta obra se representa poco; en las estadísticas de Operabase aparece la n.º 175 de las obras representadas en 2005-2010, siendo la 28.ª en Alemania y la tercera de Weill, con 17 representaciones en el período.

## Personajes
| Personaje | Tesitura      | Reparto del estreno, (Director:) |
| --------- | ------------- | -------------------------------- |
| Anna I    | soprano       | Lotte Lenya                      |
| Anna II   | bailarina     | Tilly Losch                      |
| Hermano   | barítono      | Albert Peters                    |
| Madre     | bajo          | Heinrich Gretler                 |
| Padre     | primer tenor  | Otto Pasetti                     |
| Hermano   | segundo tenor | Erich Ruchs                      |